# Formação Scollard
A Formação Scollard é uma unidade estratigráfica do Cretáceo Superior ao Paleoceno Inferior da Bacia Sedimentar do Canadá Ocidental, no sudoeste de Alberta. Sua deposição abrangeu o intervalo de tempo do final do Cretáceo ao início do Paleoceno, e inclui sedimentos que foram depositados antes, durante e após o evento de extinção Cretáceo-Paleogeno (K-Pg). É significativo por seu registro fóssil e inclui os depósitos de carvão economicamente importantes da zona de carvão de Ardley.

## Descrição
A Formação Scollard consiste principalmente de arenitos e siltitos, intercalados com argilitos e, na porção superior, veios de carvão, bem como pequenas quantidades de bentonita. Os sedimentos foram erodidos da Cordilheira Canadense e foram transportados para o leste por sistemas fluviais e depositados em canais fluviais e ambientes de várzea.
A Scollard é geralmente classificado como a formação superior do Grupo Edmonton, embora alguns dos primeiros trabalhadores o incluíssem na Formação Paskapoo sobrejacente. Ele é subdividido em um membro superior contendo carvão que consiste na zona de carvão de Ardley e um membro inferior que carece de carvão significativo.